# Abbaye de Sept-Fons
L'abbaye de Sept-Fons a été fondée à Diou (Allier) en 1132, dans l'ancien diocèse d'Autun, sous le nom de Notre-Dame de Saint-Lieu par l'abbaye de Fontenay, elle-même fille de Clairvaux. C'est donc un monastère cistercien.
Après sa suppression à la Révolution, l'abbaye est relevée en 1845 par l'Ordre cistercien de la Stricte Observance (trappistes).

## Histoire

### Fondation
En 1132, l'abbaye de Fontenay envoie un groupe de moines, dirigé par les frères Richard et Guillaume de Montbard, proches parents de saint Bernard, afin de fonder l'abbaye de Saint-Lieu à Sept-Fons. Le lieu choisi est alors une lande marécageuse partiellement boisée, inhabitée car insalubre.
En 1164, le pape Alexandre III rédige une bulle dans laquelle figurent les noms de tous les seigneurs ayant fait donation pour l'abbaye. Parmi eux, on trouve Rodolphe de Thoury, chevalier, seigneur de Thoury-sur-Besbre, le baron de Larochemillay.

### Jusqu'en 1656
Comme beaucoup d'abbayes, celle de Sept-Fons souffre durant le Moyen Âge des ravages de la guerre de Cent Ans ainsi que du passage des grandes compagnies. Les guerres de Religion marquent également leur passage. À chaque fois, l'abbaye, pillée ou incendiée, se relève de ses ruines.

### Réforme monastique
L'abbaye est en déclin au moment où Eustache de Beaufort, âgé de vingt ans, est nommé abbé commendataire en 1656 et prend possession de son monastère en 1661. Moins de deux ans plus tard, converti à la vie régulière, il commençait une réforme complète de la vie monastique. Les vocations affluent de nouveau, le monastère comptant à la mort d'Eustache, suivant les sources, cent trente moines ou cent moines et cinquante convers.

### Révolution
En 1791, les moines sont expulsés et l'abbaye est vendue comme bien national. Les moines choisissent de se joindre aux trappistes dont la réforme, menée par Armand de Rancé au départ de l'abbaye Notre-Dame de la Trappe, est proche de celle menée chez eux par Eustache de Beaufort.

### L'arrivée des trappistes
Après un long exode qui dure tout le temps de la Révolution et du premier Empire, sept moines trappistes s'installent en 1816 dans l'ancienne abbaye du Gard, en Picardie, qu'ils font revivre. En septembre 1845, après une trentaine d'années, la communauté est partiellement expropriée par la construction du chemin de fer entre Amiens et Boulogne. Les moines fuient ce lieu devenu trop bruyant, rachètent les ruines de Sept-Fons et la communauté s'y implante.
La nouvelle église abbatiale est consacrée le 15 septembre 1856.

### Les fondations créées par l'abbaye

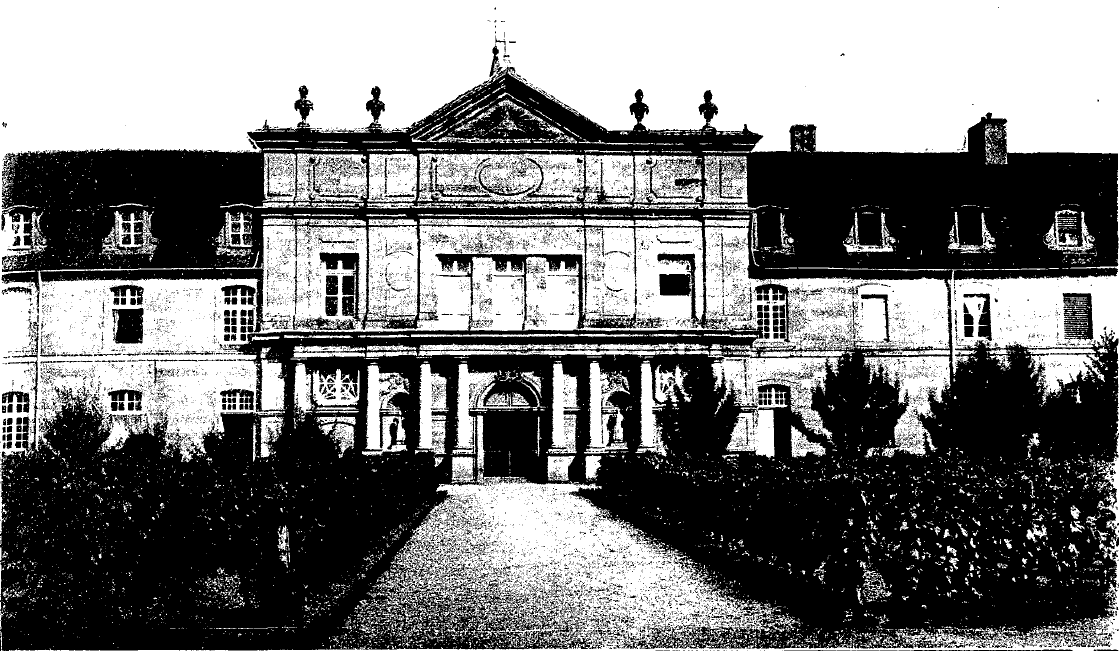
Photographie (prise avant 1910) de la façade de l'abbaye.

L'abbaye connaît une croissance rapide, au point de fonder des abbayes-filles au bout de quelques années. Le 24 avril 1862, une première fondation est tentée à Masbaraud-Mérignat, dans la Creuse, fondation dans laquelle quatorze moines sont envoyés ; mais cette expérience ne dure pas et les moines sont de retour à l'abbaye après quelques années.
Le 23 juillet 1868, les trappistes s'implantent à Chambarand, dans l'Isère mais la guerre les oblige à rentrer à Mérignat, puis à Sept-Fons. Les travaux reprennent rapidement et l'église est consacrée le 22 octobre 1872 ; en septembre 1877, Chambarand est élevée au rang d'abbaye . Elle doit néanmoins fermer en 1903 à cause des lois anticléricales ; durant près de trente ans, elle reste inoccupée, jusqu'à ce que les moniales trappistines de Maubec la reprennent en 1931.
En 1877, les trappistes sont appelés par le vicaire apostolique de Nouméa à Notre-Dame-des-Îles, en Nouvelle-Calédonie ; huit moines sont envoyés, avec la bénédiction du pape Pie IX, mais les conditions de vie précaires, la révolte kanake dirigée par Ataï et les difficultés de l'abbaye-mère à financer ce projet lointain contraignent au retour en 1890.
En 1878, le journal Le Petit Parisien rapporte que le supérieur de l'abbaye de Sept-Fons venait d'acquérir une propriété en Pennsylvanie, afin d'y fonder une abbaye.
En 1880, les moines sont sollicités pour s'établir à Latroun en Palestine, qui faisait alors partie de l'Empire ottoman et se situe aujourd'hui en Israël ; mais la fondation est difficile, car dans le même temps une première loi d'expulsion chasse les religieux le 6 novembre de leur abbaye mère. En 1887, le projet est repris et, le 31 octobre 1890, les trappistes arrivent en Terre sainte.
Durant ce temps, en 1883, l'évêque de Pékin sollicite l'abbaye pour une fondation en Chine du Nord. C'est l'abbaye Notre-Dame de Consolation qui connaît une croissance très rapide, au point que plusieurs moines sont envoyés renforcer l'abbaye japonaise du Phare, à Hokuto (Hokkaidō).
En 1895, l'abbé de Sept-Fons ayant été élu en 1892 abbé général de l'Ordre des Cisterciens réformés, milite fortement pour le rachat du site historique de Cîteaux. Le projet ayant fini par être accepté, les fonds nécessaires sont réunis entre 1895 et 1898 et un groupe part en octobre 1898 refonder l'abbaye-mère de tout l'Ordre cistercien,.
En 1890, les conditions n'étant pas réunies pour demeurer en Nouvelle-Calédonie, une autre fondation océanienne est proposée à Beagle Bay (en), dans le nord-ouest de l'Australie. Là encore, elle ne dure que dix ans, mais les bâtiments sont transmis à une communauté de religieux Pallottins allemands, qui y demeurent malgré la guerre opposant le Royaume Uni et le Commonwealth à l'Allemagne.

### Le monastère auxXIXeetXXesiècles
De 1899 à 1934, Dom Jean-Baptiste Chautard, abbé de Sept-Fons, auteur spirituel très connu, sauve l'abbaye de la ruine grâce à la Germalyne, un des premiers produits diététiques de France. Il bataille également sur le plan juridique pour empêcher la fermeture des monastères trappistes, et parvient, en intercédant auprès de Georges Clemenceau, à éviter la fermeture de l'abbaye en 1903,.
Cependant, la montée en puissance de l'anticléricalisme, en particulier d'Émile Combes incite les moines à trouver des solutions de repli éventuel. Un monastère est ainsi fondé au Brésil en 1903, aux abords de Tremembé : il prend le nom de Maristella. Les moines s'initient en ce lieu aux cultures du riz et du café. Cependant, le manque de vocations locales, le climat et l'opportunité d'une autre fondation incitent Dom Chautard à prendre la décision de faire rentrer les moines en Europe à partir de 1927.
En effet, en mai 1926, alors qu'ils étaient en route à la recherche d’un refuge éventuel, pour le cas où le gouvernement français reviendrait aux anciennes lois d'expulsion des congrégations, contraignant les moines à un nouvel exil, le Père abbé de la Grande Trappe, Dom Jean-Marie Clerc et son cellérier le Père Marie-Albert van der Cruyssen, moine belge, visitent les ruines de l’ancienne abbaye Notre-Dame d'Orval en Belgique. C’est alors que nait l’idée d’une résurrection d’Orval. Les propriétaires des lieux confirment immédiatement être disposés à céder le «Val d'Or» pour le rendre à sa première destination monastique. Dès juillet 1926, la famille de Harenne fait don des ruines et terres d’Orval à l’ordre cistercien (OCSO). La Grande Trappe n'ayant pas la possibilité d'assumer la reconstruction, Sept-Fons reprend le projet avec le précieux concours du Père Marie-Albert dont l'expérience professionnelle en tant qu'entrepreneur fera merveille. Il deviendra le 54e abbé de l'abbaye Notre-Dame d'Orval.
En décembre 1928, entre au monastère un ingénieur agronome suisse, Jean Kiefer (1907-1985), qui reçoit le nom religieux de père Jérôme. Enseignant la philosophie aux novices, il écrit de nombreux ouvrages de spiritualité, presque tous publiés après sa mort.
Vers 1930, l'abbaye de Sept-Fons comptait environ cinquante frères convers. Comme pour tous les Instituts de vie consacrée, le décret d'unification de 1962 supprime la distinction entre choristes et convers en mettant tous les religieux sur un pied d'égalité.
Durant la Seconde Guerre mondiale, le monastère étant situé à l'extrême sud de la zone occupée, est occupé par les troupes allemandes. En 1968, une nouvelle fondation en Nouvelle-Calédonie est entreprise et aboutit à la refondation de Notre-Dame-des-Îles. Le monastère ne dure toutefois que jusqu'en 2001.
En 1954, l'artiste suisse Émile Aebischer (1922-2012), surnommé Yoki, qui a travaillé à Romont dans l'atelier d'architecture Fernand Dumas et qui était lié au Groupe de Saint-Luc est appelé à Sept-Fons par le Père Jérôme (Jean Kiefer). Il présente un projet pour la reconstruction du chœur de l'église avec la place pour une grande verrière représentant une grande Vierge à l'Enfant. Yoki, qui a réalisé les plans du chœur et créé la grande verrière, n'utilise la patine que pour des signes graphiques et assourdir les verres antiques là où pourrait apparaître un trou de lumière. Il respecte ainsi l'espace-plan du mur, ce que renforcent encore les figures géométriques encadrant la Vierge.

### Le monastère auXXIesiècle
Par décret en date du 17 mars 2008, la congrégation dénommée « abbaye Notre-Dame de Sept-Fons », dont le siège est fixé à Diou (Allier), est légalement reconnue.
En 2002, Sept-Fons fonde une abbaye-fille à Nový Dvůr, en République tchèque. En 2013, l'abbaye de Sept-Fons compte 80 moines, et la fondation tchèque de Nový Dvůr trente,.
Le 11 juillet 2022, en la solennité de Saint Benoît, après près de 42 ans d'abbatiat, Dom Patrick Olive démissionne, atteint par la limite d'âge. En attendant, le prieur continue de gérer les affaires courantes.
Le 17 janvier 2023, Dom Guillaume Jedrzejczak est nommé supérieur afin de préparer la communauté à une nouvelle élection abbatiale.
Le 23 août 2024, Dom Thomas Getti est élu abbé pour un mandat de 6 ans.

## Liste des abbés

### Abbés cisterciens
- 1150-1158 : Richard
- 1158-1164 : Étienne I
- 1164-11?? : Azelin
- 11??-1219 : Guillaume I
- 1219-1224 : Pierre I
- 1224-12?? : Pons I
- 12??-12?? : Guillaume II
- 12??-1243 : Jean I
- 1243-1264 : Garin
- 1264-1278 : Pons II
- 1278-1289 : Hugues I
- 1289-1313 : Guy
- 1313-1325 : Aymon
- 1325-1340 : Renaud
- 1340-1345 : Guillaume III
- 1345-1376 : Jean II
- 1376-1399 : Hérard des Vaux
- 1399-1404 : Jean III Pelletier
- 1404-1407 : Jacques Bouet
- 1407-1418 : Durand
- 1419-1424 : Louis Le Long
- 1424-1438 : Hugues II Motard
- 1438-1463 : Pierre II Le Long
- 1463-1493 : Guillaume IV Le Roy de Chagny
- 1493-1524 : Jean IV de Ramilly
- 1524-1537 : Nicolas I de Ramilly
- 1537-1566 : Nicolas II de Sommery
- 1566-1585 : Charles d’Ailliboust
- 1585-1593 : Étienne II Polette
- 1593-1602 : Pierre III Voisin
- 1602-1629 : Claude de Bonay de Vomas
- 1629-1655 : Pierre IV Bouchu
- 1655-1656 : Vincent I de Beauffort de Mondicourt
- 1656-1709 : Eustache de Beauffort de Mondicourt
- 1709-1710 : Joseph I Madeleine de Forbin d’Oppède
- 1710-1720 : Joseph II d’Hergenvilliers
- 1720-1740 : Zosime de Murel
- 1740-1755 : Vincent II Sibert
- 1755-1757 : Joseph III Alpheran
- 1757-1778 : Dorothée Jalloutz
- 1778-1791 : Bernard-François-Augustin de Sallmard de Montfort
- 1791-1835 : Suppression

Source : Gallia Christiana

### Abbés trappistes
- 1835-1865 : Stanislas Lapierre
- 1865-1882 : Jean V de Durat
- 1882-1887 : Jérôme Guénat
- 1887-1899 : Sébastien-Henri Wyart
- 1899-1935 : Jean-Baptiste Chautard
- 1935-1949 : Marie Godefroy
- 1949-1965 : François Régis Jammes
- 1965-1969 : Irénée Henriot
- 1969-1979 : Dominique du Ligondès
- 1980-2022 : Patrick Olive[8].

- 2024- : Thomas Getti

## Produits de l'abbaye

### Bière de Sept-Fons

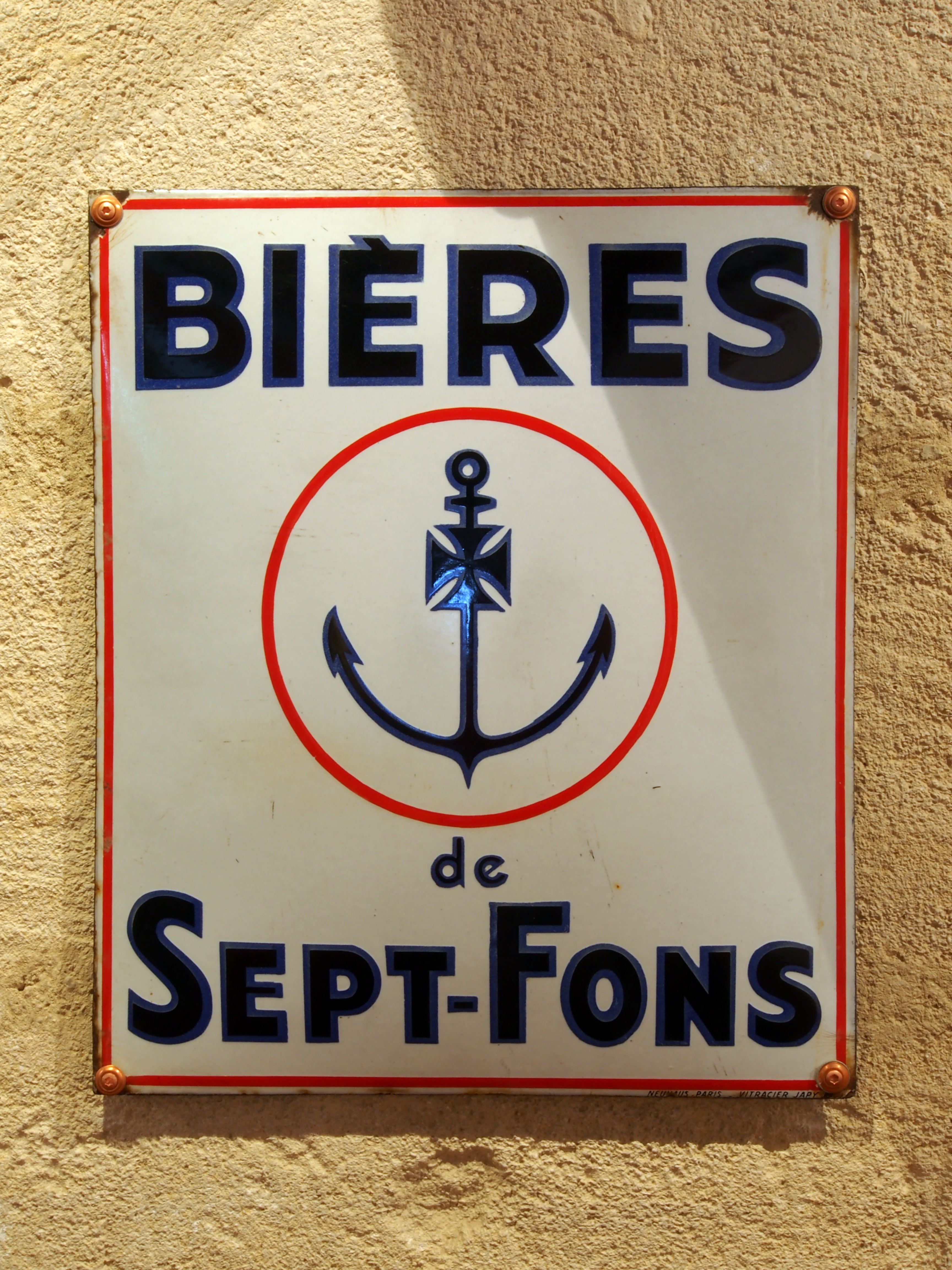
Plaque émaillée.

Vers 1890, Dom Sébastien, abbé du Mont des Cats devenu aussi abbé de Sept-Fons en 1887, décide d'ouvrir une brasserie pour renflouer l'abbaye. C'était un pari osé dans une région plus habituée au vin, et même si la bière produite, une bière de fermentation basse de qualité, est récompensée par des médailles à plusieurs concours (médaille d'or à l'exposition des brasseries françaises de Paris en 1891, médaille d'or de l'Académie des sciences et arts industriels de Bruxelles et grand diplôme d'honneur du concours international de Bruxelles en 1892), la brasserie qui a une capacité de 40 000 hl est un gouffre financier pour la communauté qui emploie de nombreux laïcs.
Incapable d'en assurer l'équilibre financier, subissant le contrecoup des lois de 1901 et 1904, la brasserie est rachetée en 1904 par la société « Brasserie de Sept-Fons ». La société conserve la qualité de la bière, qui remporta encore des distinctions (dont une médaille d'or à Paris en 1906), mais cessera sa production vers 1935.

### Produits alimentaires

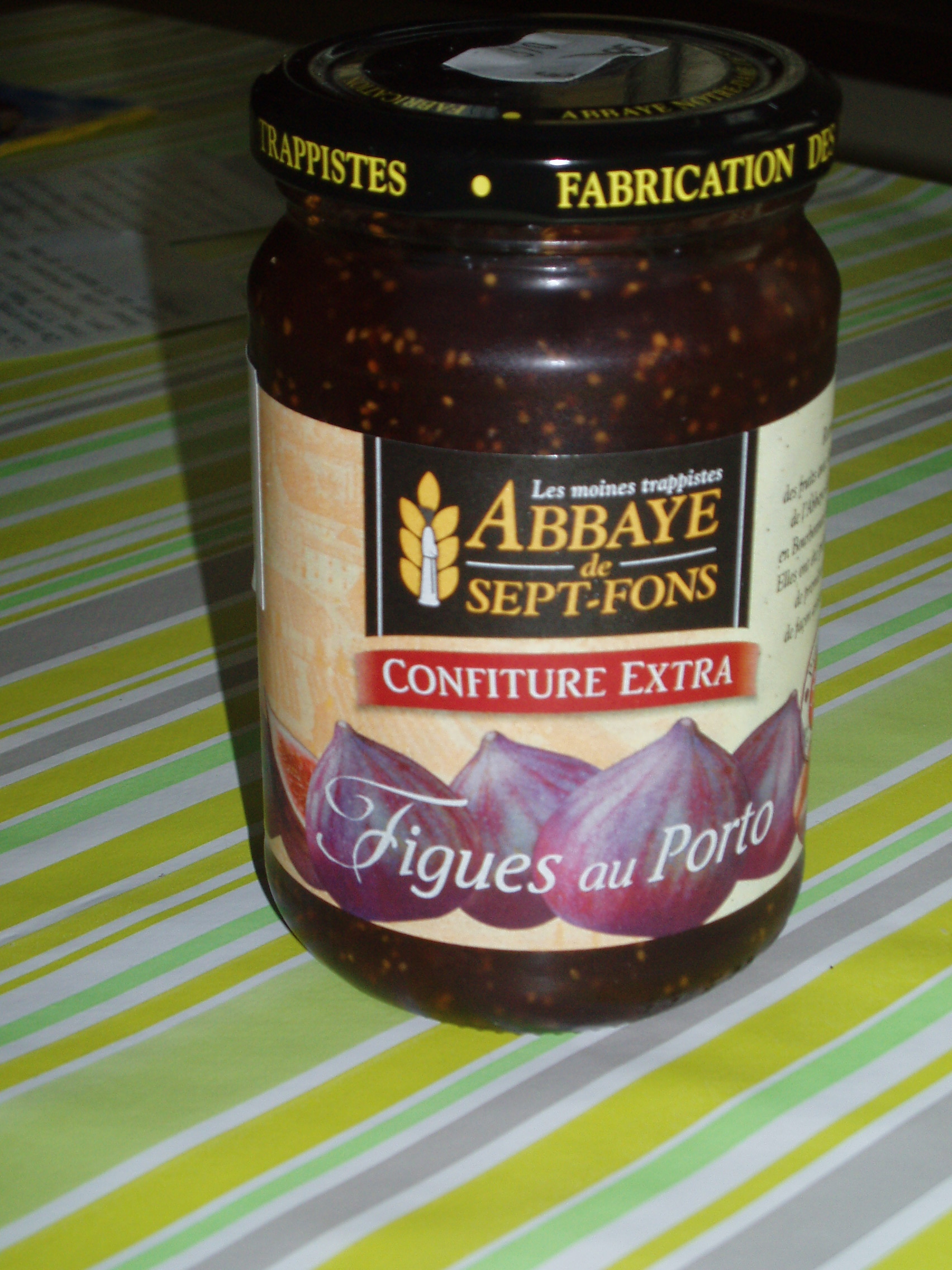
Confiture de figues au Porto.

La Germalyne de Sept-Fons est un complément alimentaire issu du germe de blé. C'est une marque déposée dont la technique particulière de fabrication date de 1930. L'abbaye commercialise également des confitures et des compléments alimentaires faits à partir de germe de blé.
L'abbaye est aussi à l'origine d'un fromage, la Tomette de Sept-Fons.

### Sources et bibliographie
- [Précis 1784] Précis de la vie de l’Abbaye de Sept-Fons en Bourbonnois, Moulins, Faure & Vidalin, 1784, 17 p. (lire en ligne)
- [Sept-Fons 1875] Firmin Lamy, Sept-Fons : étude historique sur l'abbaye de N.-D. de Saint-Lieu Sept-Fons depuis sa fondation jusqu'à ce jour, Moulins, Ducroux et Gourjon, 1875, 211 p. (ISBN 9782758603771)
- [Firmin Lamy 1937] Firmin Lamy, L'Ancien Sept-Fons (1132-1789) : Histoire de Notre-Dame de Saint-Lieu-Sept-Fons, Moulins, Crépin-Leblond, 1937, 330 p. (ISBN 9782758603771, présentation en ligne)
- [Étienne Beaumont 1938] Étienne Beaumont, Sept-Fons Moderne et Contemporain (1789-1936), Moulins, Crépin-Leblond, 1938, 330 p.
- Michel Bourrier, « Dom Bernard de Sallmard, dernier abbé de Sept-Fons en Bourbonnais durant la Révolution », dans Michel Vovelle (directeur), 1789-1799. Nouveaux chantiers d’histoire révolutionnaire : les institutions et les hommes, CTHS, 1995, 222 p. (OCLC 644610739), p. 161-178